# Audrey Tang
Audrey Tang (1981. április 18. –) tajvani programozó, hacker, az ország digitalizációjáért felelős tárca nélküli minisztere.

## Életpályája
Már nyolcévesen programozást tanult, 16 évesen pedig kimaradt a középiskolából, hogy saját vállalkozást indítson, s közben megfordult a kaliforniai Szilícium-völgyben is. Az etikus hackerek közé tartozó programozó 24 évesen esett át a nemátalakító műtétjén.
2014 márciusában részt vett az úgynevezett napraforgó diákmozgalomban, amely 24 napra elfoglalta a tajpei törvényhozás épületét, hogy megakadályozza az előző adminisztráció által Kínával aláírt újabb szabadkereskedelmi megállapodás ratifikálását. Néhány hónappal a kínai vezetéstől távolságot tartani kívánó, a Demokratikus Progresszív Pártot vezető Caj Jing-ven államfő beiktatása után, 2016-ban – Tajvan történetének legfiatalabb kabinettagjaként, valamint az első transznemű miniszterként – megkapta a digitalizációért felelős tárca nélküli miniszteri posztot.